# Thomas Percy (1er comte de Worcester)
Pour les articles homonymes, voir Thomas Percy.
Thomas Percy, 1er comte de Worcester, est un baron anglais né vers 1343 et mort le 23 juillet 1403.

## Biographie
Thomas Percy est le fils cadet du baron Henry de Percy et de son épouse Marie de Lancastre, la fille du comte Henri de Lancastre. Son frère aîné Henry est titré comte de Northumberland en 1377. Il combat en France dans les années 1370-1380, dans le cadre de la guerre de Cent Ans. Dans ses Chroniques, Jean Froissart le décrit comme un chevalier courageux et loyal. Il est fait prisonnier par les Français en 1372, mais peut rentrer en Angleterre dès l'année suivante pour lever sa rançon. Au-delà de sa carrière militaire, il sert également la couronne lors de missions diplomatiques, et sa fidélité lui vaut d'être récompensé : il devient membre de l'ordre de la Jarretière en 1376 avant d'être titré comte de Worcester en 1397.
Lorsque son frère Henry rallie le prétendant Henri de Bolingbroke contre le roi Richard II en 1399, Thomas le suit. Il ne prend pas directement part à la déposition de Richard, mais occupe une série de postes importants sous le nouveau souverain. Malgré cela, son neveu Henry « Hotspur » et lui se révoltent contre Henri IV au début de l'été 1403. Le 21 juillet, les rebelles sont vaincus à Shrewsbury. Hotspur est tué dans la mêlée, tandis que son oncle est fait prisonnier. Il est exécuté deux jours plus tard au terme d'un bref procès. Sa tête décapitée est exposée sur le Pont de Londres.
Thomas Percy est inhumé à Shrewsbury. Jamais marié, il ne laisse pas d'enfants pour hériter de ses titres et biens, qui lui sont de toute façon confisqués après sa rébellion. La charge de trahison qui pesait sur lui est levée par le Parlement en janvier 1484 après une pétition de son arrière-arrière-petit-neveu Henry Percy, 4e comte de Northumberland auprès du roi Richard III.